# إليزابيث أندريه
إليزابيث أندريه (بالإنجليزية: Elisabeth André) وهي عالمة ألمانية من سارلويس، سارلاند، وهي متخصصة في واجهات المستخدم الذكية والحوسبة الاجتماعية.

## تعليمها
- 1988 - دبلوم علوم الكمبيوتر في جامعة سارلاند[3]
- 1995 - دكتوراه في علوم الكمبيوتر في جامعة سارلاند[3]

تشمل اهتمامات أندريه البحثية كلا من الحوسبة الوجدانية والتفاعل بين الإنسان والآلة ومعالجة الإشارات الاجتماعية.

## عملها
- 1988-2001 - باحثة مشاركة في المركز الألماني للأبحاث للذكاء الاصطناعي
- 1995 - باحثة رئيسية
- 1999 - باحثة رئيسية في المركز الألماني لأبحاث الذكاء الاصطناعي في ساربروكن، ألمانيا
- 2001 - حتى الآن - أستاذة في علوم الكمبيوتر ورئيسة للوسائط المتعددة التي تتمحور حول الإنسان في جامعة أوغسبورغ.
- 2004-2006 - المديرة الإدارية في معهد علوم الكمبيوتر في جامعة أوغسبورغ
- 2007 - ممثلة مؤسسة الأبحاث الألمانية حول الذكاء الاصطناعي والصورة ومعالجة الكلام
- 2008 - عضوة مجلس مراجعة مؤسسة الأبحاث الألمانية

كما كانت أندريه الرئيسة المشاركة لبرنامج ACM SIGCHI.

## إنجازاتها
- 1995 - جائزة المعلومات الأوروبية لتكنولوجيا المعلومات
- 1998 - جائزة RoboCup العلمية
- 2000 - جائزة أفضل ورقة للمؤتمر الدولي للمستخدم الذكي
- 2005 - جائزة Convivio لتقنيات الوكيل المرتكزة على الأشخاص
- 2007 - زمالة الكاتل-لوسنت في المركز الدولي للفنون والثقافة
- 2021- جائزة غوتفريد ويلهلم ليبنز [6]